# چالکویل (آلاباما)
چالکویل (به انگلیسی: Chalkville) یک منطقهٔ مسکونی در ایالات متحده آمریکا است که در شهرستان جفرسون، آلاباما واقع شده‌است. چالکویل ۷٫۶ کیلومتر مربع مساحت و ۳٬۸۲۹ نفر جمعیت دارد و ۲۶۶ متر بالاتر از سطح دریا واقع شده‌است.